# En himmel der intet ser - La specola
|  | Denne artikel er oprettet af botten PalnaBot ud fra en ekstern database. Den kan derfor have sproglige fejl eller mangler. Denne skabelon kan fjernes efter kontrol af indholdet. |

En himmel der intet ser - La specola er en dokumentarfilm fra 1993 instrueret af Peter Seeberg, Katrine Ussing efter manuskript af Peter Seeberg, Katrine Ussing.

## Handling
La Specola, Firenze. Zoologisk museum, oprettet 1775. Videonotatet viser: 'Kataloget' på de opstillings-, lys-, inventarmæssige præmisser, hvor tingenes genskær i glasset bliver et ledemotiv; de udstoppede dyrs 'blik', der møder tilskuerens blik; for endeligt at fordybe sig i museets voksanatomiske samling, hvor mennesket i en formidabel gestus vises i hele sin bevægende kropslighed.